# Lolita Mileavskaia
Lolita Markovna Mileavskaia (în rusă Лоли́та Ма́рковна Миля́вская, în ucraineană Лолі́та Ма́рківна Міля́вська, născută Горелик (Gorelik/Horelik); n. 14 noiembrie 1963, Mukaceve, RSS Ucraineană, URSS), cunoscută mai mult ca Lolita, este o cântăreață, actriță, prezentatoare TV și regizoare ruso-ucraineană.

## Viața personală
Lolita a fost căsătorită de cinci ori. Primul soț (1985) — Aleksandr Beleaev, era actor, coleg de studii cu Lolita. Al doilea soț (1986) — Vitali Mileavskii; conform spuselor Lolitei, mariajul a fost fictiv. Cel de-al treilea său soț (1987—1999) și cel mai cunoscut — Aleksandr Țekalo (n. 22 martie 1961), este un showman ruso-ucrainean. Împreună cu acesta are o fiică pe nume Eva (n. 1999).
Al patrulea soț al Lolitei (19 iunie 2004—2009) — Aleksandr Zarubin (n. 6 mai 1968), este un om de afaceri. Al cincilea soț al Lolitei este Dmitri Ivanov (n. 1975), cu care s-a căsătorit pe 20 martie 2010. El este tenisman, antrenor de squash și fitness.

## Viziuni
Timp de mai mulți ani, Lolita și-a exprimat susținerea pentru comunitatea LGBT. Ea a susținut concerte pentru public LGBT, și s-a expus contra homofobiei și a altor tipuri de discriminare a minorităților sexuale; a participat la emisiuni televizate și conferințe de presă dedicate acestei probleme. În 2013 ea a condamnat adoptarea „legii cu privire la interzicerea propagandei homosexualismului în Rusia”, indicând asupra pericolului de creștere a predispozițiilor naționaliste și extremiste.
Ea a luat parte la campaniile electorale ale lui Boris Elțin (1996), Viktor Ianukovici (2004) și Aleksandr Lukașenko (2006).
În 2013 a apreciat drept negativă perspectiva de integrare europeană a Ucrainei, exprimându-și preferința unei uniuni comune cu Rusia. S-a exprimat în favoarea „alipirii” Crimeei la Federația Rusă în 2014, menționând că nu vede în această situație o presiune din partea Rusiei; și a condamnat sancțiunile internaționale împotriva Rusiei în legătură cu acest fapt. Într-un interviu pentru postul de radio Vorbește Moscova (Говорит Москва) din vara anului 2014, l-a numit pe Vladimir Putin – „geniu”. S-a exprimat negativ față de Aleksei Navalnîi și activitatea opoziției ruse în general.

## Discografie
Albume de studio
- Цветочки (2000)
- Шоу разведённой женщины (2003)
- Формат (2005)
- Неформат (2007)
- Ориентация Север (2007)
- Фетиш (2008)
- Анатомия (2014)